# Una llengua és un dialecte amb un exèrcit i una marina
«Una llengua és un dialecte amb un exèrcit i una marina» de vegades citat com «un idioma és un dialecte amb un exèrcit darrere» és un dels aforismes més citats en les discussions sobre l'arbitrarietat de la diferència entre el que és un dialecte i el que és una llengua. Il·lustra el fet que l'estatus polític dels parlants influeix en l'estatus percebut de la seva llengua o dialecte. L'aforisme és, habitualment, atribuït al lingüista Max Weinreich, filòleg d'ídix.

## Autoria
Max Weinreich és una de les principals figures de la moderna lingüística d'ídix. L'aforisme en qüestió, per tant, apareix amb freqüència citat en la seva llengua original com «אַ שפּראַך איז אַ דיאַלעקט מיט אַן אַרמיי און פֿלאָט» (a shprakh iz a dialekt mit an armey un flot) La primera font escrita que es coneix de l'aforisme és l'article de Weinreich «דער ייִוואָ און די פּראָבלעמען פֿון אונדזער צײַט» («Der YIVO un di problemen fun undzer tsayt»; literalment: «L'IWO i els problemes del nostre temps» (dins una publicació de l'Institute for Jewish Research, YIVO bleter, vol. 25 n. 1, Gen-Feb 1945, pàg. 3-18). Aquest text va ser presentat com a conferència en la sessió inaugural de la 19 Conferència Anual de l'IWO celebrada a Nova York el 5 de gener de 1945, amb la Segona Guerra Mundial en ple desenvolupament. Així, doncs, la primera referència citable de l'aforisme és la versió en ídix, ja que en el resum en anglès que es va fer de la conferència no és citat.
La majoria de les referències que atribueixen l'aforisme a Max Weinreich es desentenen del fet que ell ho va presentar com una cita indirecta d'alguna cosa que li va dir a ell un oïdor d'una de les seves conferències, en un cicle desenvolupat entre el 13 de desembre de 1943 i el 12 de juny de 1944 (detallat a YIVO bleter, vol. 23 n. 3, maig–juny 1944, pàg. 420–421). Weinreich va descriure al seu informant amb algun detall però no va donar el seu nom. No diu res més que aquesta persona li va referir una frase, sense fer cap indicació sobre si es tractava d'una aportació personal o d'alguna cosa que havia estat presa d'una font prèvia. El passatge en qüestió apareix a la pàgina 13 de l'article de 1945:
L'any passat impartim un curs a l'Escola Dr. Tsemaj Shabad amb vint conferències sobre el tema «Problemes en la història de la llengua ídix». Un professor d'un institut del Bronx va formar part en una ocasió de l'auditori. Havia arribat a Amèrica de nen i durant tota la seva vida mai havia sentit que l'ídix tingués una història i que pogués servir també per tractar temes importants. No sé com va arribar a estar entre els investigadors de l'IWO, solament sé que va estar allí des d'aquell moment. En una ocasió, després d'una conferència, es va apropar a mi i em va preguntar, «Quin és la diferència entre un dialecte i una llengua?» Jo li vaig dir que era un assumpte de subjectivitat intel·lectual i vaig pensar que això li podria ajudar a trobar una resposta, però em va interrompre i em va dir: «Ja ho sé, però vull donar-li una millor definició. Una llengua és un dialecte amb exèrcit i marina». Em va impressionar tant que vaig haver de traslladar aquesta meravellosa expressió del que és la realitat social de l'ídix a una major audiència

(A final d'aquest article apareix una transcripció i transliterització romanitzada del text original.)
Els detalls del cicle de conferències que es proporcionen en el nombre de 1944 de la revista YIVO bleter (la referència de la qual a peu de pàgina es fa en l'article de 1945) inclouen una descripció d'una audiència bàsica de vint estudiants que van assistir a totes les conferències (que foren 21 i no 20) més una vintena d'assistents addicionals que van poder assistir a conferències concretes. Les discussions informals van ser freqüents entre els conferenciants, que no sempre era Max Weinreich, i l'audiència, una vegada acabades la conferències. L'última de Weinreich dins de la sèrie va ser el 8 de maig de 1944, i ell indica que el seu informant es va unir al grup en algun moment després de la primera conferència. La segona conferència va ser el 20 de desembre de 1943, la qual cosa estableix els límits entre els quals es va poder haver produït l'intercanvi de parers entre els dos.
Hi ha hagut especulacions sobre que l'anònim participant hagi pogut ser el preeminent expert en sociolingüística i en ídix Joshua Fishman, i en aquest sentit en diverses referències se li atribueix l'origen de l'aforisme. Això pot deure's a un suggeriment realitzat per ell mateix, aparentment feta en la creença que Max Winreich estava descrivint un fet que va ocórrer més de vint anys després. En qualsevol cas, la descripció de la persona en el text de Weinreich no es correspon bé amb els detalls biogràfics de Fishman perquè pogués arribar a ser ell (nascut a Amèrica, 17 anys i estudiant de secundària en el moment de la conferència, ben assabentat de la història i el significat de la llengua ídix.).
El lingüista francès Antoine Meillet (1866-1936) ha estat proposat també sovint com l'originador de la frase. Les seves dates i la seva àrea d'especialització el converteixen certament en un plausible candidat però cap bibliografia ni referència verificable ha estat proporcionada per confirmar-ne l'atribució. (En una nota editorial de Language in Society, vol. 26, 1997, p. 469, William Bright escriu: «Alguns experts creuen que l'aforisme ídix és una expansió d'una cita d'Antoine Meillet, per expressar que una llengua és un dialecte amb un exèrcit. Fins al moment, la font no ha estat localitzada en les obres de Meillet.»)
Una altra possibilitat és Louis-Hubert Lyautey (1854-1934). La frase «Une langue, c'est un dialecte qui possède une armée, une marine et une aviation» apareix en diversos contextos d'internet associant-la amb Lyautey com a autor, i l'aforisme en anglès conegut li ha estat també atribuït a ell. Amb tot, no hi ha fonts ni referències verificables que ho provin.
En altres casos, se suggereixen fonts posteriors a la data de la publicació de Weinreich.

## Rellevància per l'ídix
Com a resultat que la seva versió en ídix ha circulat àmpliament i de la creença que el seu autor va ser Max Weinreich, l'aforisme és amb freqüència vist com una expressió de l'especificalitat de l'ethos ídix. Encara que un professor de secundària parlant d'ídix amb un interès particular en lingüística va poder haver-lo encunyat, aquesta persona podria també haver arribat a ell en altres contextos que no tinguessin relació específica amb l'ídix. Si es pot concedir alguna credibilitat a la possibilitat del seu origen francòfon, l'aforisme podria inicialment haver estat un comentari sobre les conseqüències lingüístiques de l'autoritat militar colonialista.
La mateixa observació de Weinreich en el sentit que es tracta d'una «meravellosa expressió del problema social de l'ídix», proveeix, no obstant això, un clar indici de la seva rellevància respecte d'aquest idioma. Mentre que un aforisme no és més que una dita lexicalitzada, si va ser dit d'aquesta manera, la frase no proporciona una anàlisi detallada. Les raons per les quals Weinreich li va conferir aquest sentit són, no obstant això, evidents en la conferència en la qual la va presentar. S'estenen més enllà de consideracions purament lingüístiques per entrar en nocions més àmplies del Yiddishkeit (ייִדישקייט - lit. judaisme/judeïtat). La percepció de l'ídix i de la seva cultura associada per part de comunitats externes (i fins i tot, en gran manera, dins de la mateixa comunitat jueva) ha tingut una història complicada, i mai va estar en una cruïlla tan crítica com la que es va correspondre amb la Segona Guerra Mundial i les dècades anteriors i posteriors. Encara que l'impacte global d'aquest procés podria no estar encara determinat en el moment en el qual la conferència de 1945 es va preparar, l'aplicabilitat de l'aforisme a desenvolupaments subseqüents no sembla haver disminuït.

## El text de Weinreich en ídix
A continuació es transcriu el fragment del text de 1945 en la seva llengua original i a continuació la transliteració romanitzada:

פֿאַר אַ יאָרן האָבן מיר אין דער ד״ר צמח שאַבאַד־אַספּיראַנטור געהאַט אַ
קורס פֿון צוואַנציק לעקציעס אויף דער טעמע׃ „פּראָבלעמען אין דער געשיכטע
פֿון דער ייִדישער שפּראַך“. צווישן די צוהערערס איז איין מאָל אױך אַרײַנגעפֿאַלן
אַ לערער פֿון אַ בראָנקסער הײַסקול. ער איז געקומען קײן אַמעריקע ווי
אַ קינד און האָט פֿאַר דער גאַנצער צײַט קײן מאָל ניט געהערט, אַז ייִדיש האָט
אַ געשיכטע און קען דינען פֿאַר העכערע ענינים אויך. ווי אַזוי ער איז פֿון דער
אַספּיראַנטור פֿון ייִוואָ געווויר געוואָרן ווייס איך ניט, נאָר פֿון יעמאָלט אָן האָט
ער שוין גענומען קומען. איין מאָל נאָך אַ לעקציע גייט ער צו צו מיר און פֿרעגט׃
„וואָס איז דער חילוק פֿון אַ דיאַלעקט ביז אַ שפּראַך?“ איך האָב געמיינט, אַז עס
רופֿט זיך אים דער משׂכּילישער ביטול, און איך האָב אים געפּרוּווט אַרויפֿפֿירן
אויפֿן ריכטיקן וועג, נאָר ער האָט מיך איבערגעריסן׃ „דאָס ווייס איך, אָבער
יך וועל אײַך געבן אַ בעסערע דעפֿיניציע׃ אַ שפּראַך איז אַ דיאַלעקט מיט אַן
אַרמיי און פֿלאָט“. איך האָב זיך יעמאָלט באַלד פֿאַרגעדענקט, אַז די דאָזיקע
וווּנדערלעכע פֿאָרמולירונג פֿון דער סאָציאַלער מערכה פֿון ייִדיש מוז איך ברענגען
צו אַ גרויסן עולם.

Far a yorn hobn mir in der Dr. Tsemekh Shabad-aspirantur gehat a kurs fun tsvantsik lektsyes oyf der teme: «problemen in der geshikhte fun der yidisher shprakh». Tsvishn di tsuherers iz eyn mol oykh arayngefaln a lerer fun a bronkser hayskul. Er iz gekumen keyn amerike vi a kind un hot far der gantser tsayt keyn mol nit gehert, az yidish hot a geshikhte un ken dinen far hekhere inyonem oykh. Vi azoy er iz fun der aspirantur fun YIVO gevoyr gevorn veys ikh nit, nor fun yemolt on hot er shoyn genumen kumen. Eyn mol nokh a lektsye geyt er tsu tsu mir un fregt, «Vos iz der khilek fun a dialekt biz a shprakh?» Ikh hob gemeynt, az es ruft zikh im der maskilisher bitl, un ikh hob im gepruvt aroyffirn afn rikhtikn veg, nor er hot mikh ibergerisn: «Dos veys ikh, ober ikh vel aykh gebn a besere definitsye: a shprakh iz a dialekt mit an armey un flot.» Ikh hob zikh yemolt bald fargedenkt, az di dozike vunderlekhe formulirung fun der sotsyaler marokhe fun yidish muz ikh brengen tsu a groysn oylem.